# Погйойс-Гааґа (станція)
60°13′49″ пн. ш. 24°53′00″ сх. д. / 60.230278° пн. ш. 24.883333° сх. д.
Погйойс-Гааґа (фін. Pohjois-Haagan rautatieasema, швед. Norra Haga järnvägsstation) — залізнична станція мережі приміських залізниць Гельсінкі, розташована у Лассіла на півночі Гельсінкі, Фінляндія, приблизно за 8 км N-NW від Гельсінкі-Центральний.
Станція має середній щоденний пасажирообіг 5900 осіб (2015)
Конструкція: станція має дві колії та дві відкриті берегові прямі платформи.
Пересадка:
- автобуси: 31, 32, 36, 54, 553K